# Millbrook (Alabama)
Pour les articles homonymes, voir Millbrook.
Millbrook est une ville située dans le comté d'Elmore, dans l'État d'Alabama, aux États-Unis, et en partie dans le comté d'Autauga. Au recensement de 2000, sa population était de 10 386 habitants.

## Histoire
Dans les limites de Millbrook se trouve l'ancien village de Robinson Springs dans lequel fut formée la Robinson Springs United Methodist Church en 1828.

## Géographie
Millbrook est située à 32° 29′ 51,454″ N, 86° 22′ 06,762″ O.
Selon le Bureau du recensement des États-Unis, la ville a une superficie totale de 2 521 km2, dont 0,4 km2 d'eau, soit 1,75 % du total.

### Climat
| Mois                                  | jan.     | fév.     | mars    | avril   | mai     | juin    | jui.    | août    | sep.    | oct.    | nov.     | déc.     | année    |
| ------------------------------------- | -------- | -------- | ------- | ------- | ------- | ------- | ------- | ------- | ------- | ------- | -------- | -------- | -------- |
| Température minimale moyenne (°C)     | 2        | 4        | 7       | 11      | 16      | 19      | 22      | 21      | 18      | 11      | 7        | 3        | 11,8     |
| Température moyenne (°C)              | 8        | 11       | 14      | 18      | 22      | 26      | 28      | 27      | 24      | 18      | 13       | 9        | 18,2     |
| Température maximale moyenne (°C)     | 14       | 17       | 21      | 26      | 29      | 33      | 34      | 33      | 31      | 26      | 21       | 16       | 25,1     |
| Record de froid (°C) date du record   | −18 1985 | −14 1899 | −8 1993 | −2 1987 | 4 1971  | 9 1889  | 16 1950 | 13 1992 | 4 1967  | −3 1952 | −11 1950 | −15 1983 | −18 1985 |
| Record de chaleur (°C) date du record | 28 2005  | 29 1962  | 32 1929 | 34 2007 | 37 1916 | 41 1881 | 42 1881 | 41 2007 | 41 1925 | 38 1954 | 31 2004  | 29 1982  | 42 1881  |
| Précipitations (mm)                   | 128      | 138,4    | 162,3   | 111,3   | 105,2   | 104,9   | 134,9   | 92,2    | 107,2   | 65,5    | 115,1    | 126,2    | 1 391,2  |

## Démographie
D'après le recensement de 2000, il y avait 10 386 personnes, réparties en 3 660 ménages, et 2 931 familles résident à Prattville. La densité de population était de 421,2 hab./km2. Le tissu racial de la ville était de 79,86 % de Blancs, 17,11 % d'Afro-américains, 0,55 % d'Amérindiens, 0,57 % d'Asiatiques, 0,02 % d'Océaniens, 0,56 % d'autres races, et 1,34 % de deux races ou plus. 1,71 % de la population était hispanique ou latino.
Il y avait 3 660 ménages dont 45,7 % avaient des enfants de moins de 18 ans, 64,5 % étaient des couples mariés, 12,2 % étaient constitués d'une femme seule, et 19,9 % n'étaient pas des familles. 16,7 % des ménages étaient composés d'un seul individu, et 4,8 % d'une personne de plus de 65 ans ou plus. Les tailles moyennes d'un ménage et d'une famille sont respectivement de 2,84 personnes et 3,21 personnes.
La répartition de la population par tranche d'âge est comme suit : 31,7 % en dessous de 18 ans, 7,7 % de 18 à 24 ans, 34,5 % de 25 à 44 ans, 19,1 % de 45 à 64 ans, et 7,0 % au-dessus de 65 ans ou plus.
Le revenu moyen d'un ménage dans la ville est de 43 838 $, et le revenu moyen d'une famille est de 47 004 $.
| 1970  | 1980  | 1990  | 2000   | 2010   | 2020   | - | - |
| ----- | ----- | ----- | ------ | ------ | ------ | - | - |
| 2 382 | 3 101 | 6 050 | 10 386 | 14 640 | 16 843 | - | - |